# Луцій Норбан Бальб
Луцій Норбан Бальб (лат. Lucius Norbanus Balbus; ? — 24 січня 41) — державний діяч часів ранньої Римської імперії, консул 19 року.

## Життєпис
Походив з роду нобілів Норбанів. Молодший син Гая Норбана Флакка, консула 24 року до н. е., та Корнелії Бальби (доньки Луція Корнелія Бальби Молодшого). На честь діда отримав когномен «Бальб».
Добрі стосунки батька з імператором октавіаном Августом сприяли швидкій кар'єрі Луція Норбана, проте про роки обіймання посад від квестора до претора невідомі. У 19 році став консулом разом з Марком Юнієм Сіланом Торкватом. Разом з колегою склав та видав закон (Lex Iunia Norbana), яким обмежено доступ вільновідпущеників до державних посад (за умови дозволу імператора або шлюбу з римським громадянином). При цьому вільновідпущенники зобов'язувалися значну частину статків передавати у спадок колишнім господарям.
Після завершення каденції у квітні став вести життя приватної особи, мешкаючи в своїх маєтках поблизу Перузії. Уславився незвичайним хобі — збирав і грав на різних трубах.
Зберігав гарні стосунки з усіма імператорами. Вважається, що у 41 році супроводжував імператора Калігулу. Тому під час замаху на останнього Норбана було вбито або нападниками, або германцями-охоронцями імператора.